# ادلاید، کیپ شرقی
ادلاید، کیپ شرقی (به لاتین: Adelaide, Eastern Cape) یک شهرک در آفریقای جنوبی است که در کیپ شرقی واقع شده‌است.

## خصوصیات
ادلاید ۴۰٫۰ کیلومترمربع مساحت و ۱۲٬۱۹۱ نفر جمعیت دارد.